# Satz von Scherk (Zahlentheorie)
Der Satz von Scherk  ist ein Lehrsatz der elementaren Zahlentheorie, einem der  Teilgebiete der Mathematik. Er geht auf den deutschen Mathematiker und Astronomen Heinrich Ferdinand Scherk zurück. Der Satz behandelt die Frage der Darstellbarkeit einer jeden Primzahl mittels Addition und Subtraktion der vorangehenden Primzahlen.

## Formulierung
Der Satz lautet wie folgt:
Wird die Primzahlfolge mit {\displaystyle (p_{n})_{n\in \mathbb {N} }} bezeichnet, so gilt:
 (I) Jede Primzahl, welche in der Primzahlfolge einen geradzahligen Index hat, lässt sich aus allen kleineren Primzahlen sowie der   {\displaystyle 1}   durch bloße Addition und Subtraktion gewinnen, wobei jede kleinere Primzahl genau einmal berücksichtigt wird.
 (II) Jede Primzahl, welche in der Primzahlfolge einen ungeradzahligen Index hat, lässt sich aus allen kleineren Primzahlen sowie der   {\displaystyle 1}   durch bloße Addition und Subtraktion gewinnen, wobei jede kleinere Primzahl genau einmal berücksichtigt wird – mit Ausnahme der nächstkleineren Primzahl, welche genau zweimal berücksichtigt wird.
Im Einzelnen hat man:
(I) Für einen geraden Index der Gestalt   {\displaystyle i=2n}     {\displaystyle (n\in \mathbb {N} )}   ist bei geeigneter Wahl von    {\displaystyle \pm }   stets
  {\displaystyle p_{i}=1\pm p_{1}\pm p_{2}\pm \cdots \pm p_{2n-2}+p_{2n-1}}   .
(II) Für einen ungeraden Index der Gestalt   {\displaystyle i=2n+1}     {\displaystyle (n\in \mathbb {N} )}   ist bei geeigneter Wahl von    {\displaystyle \pm }   stets
  {\displaystyle p_{i}=1\pm p_{1}\pm p_{2}\pm \cdots \pm p_{2n-1}+2\cdot p_{2n}}  .

## Beispiele
{\displaystyle {\begin{aligned}&p_{1}&=2&=2\cdot 1\\&p_{2}&=3&=1+2\\&p_{3}&=5&=1-2+2\cdot 3\\&p_{4}&=7&=1-2+3+5\\&p_{5}&=11&=1-2+3-5+2\cdot 7\\&p_{6}&=13&=1+2-3-5+7+11\\&p_{7}&=17&=1+2-3-5+7-11+2\cdot 13\\&...........\\&p_{17}&=59&=1+2-3-5+7-11+13+17-19-23+29+31-37+41-43-47+2\cdot 53\\\end{aligned}}}

## Historie des Satzes
Heinrich Ferdinand Scherk führte seine Darstellungsformel im Rahmen einer heuristischen Betrachtung aus, gab jedoch dafür keinen mathematischen Beweis. Der erste Beweis des Satzes wurde dann erst etwa ein Jahrhundert später in 1928 von S. S. Pillai vorgelegt. Anfang der 1950er Jahre gaben Wacław Sierpiński und E. Teuffel unabhängig voneinander und mittels eines ähnlichen Beweisansatzes denjenigen Beweis, der dann über die Elementary Theory of Numbers von Sierpiński Eingang in die Fachliteratur gefunden hat. Wie beide Beweise zeigen, beruht der scherksche Satz wesentlich darauf, dass bei Verdopplung einer Primzahl die in der Primzahlfolge nächstgrößere Primzahl stets überschritten wird.

## Verwandtes Resultat: Der Satz von Hans-Egon Richert
Auf den deutschen Mathematiker Hans-Egon Richert geht ein mit dem scherkschen Satz verwandter Satz zurück, der die Summendarstellung von natürlichen Zahlen mittels Primzahlen im Allgemeinen behandelt.
Der Satz von Richert lautet:
Ab der natürlichen Zahl   {\displaystyle 7}   lässt sich jede natürliche Zahl als Summe von ungleichen Primzahlen darstellen.